# 一氧化碳探测器

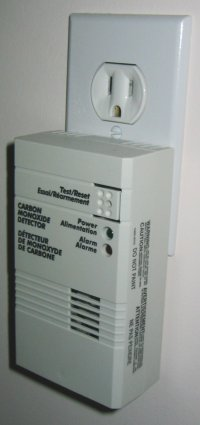
一氧化碳检测器

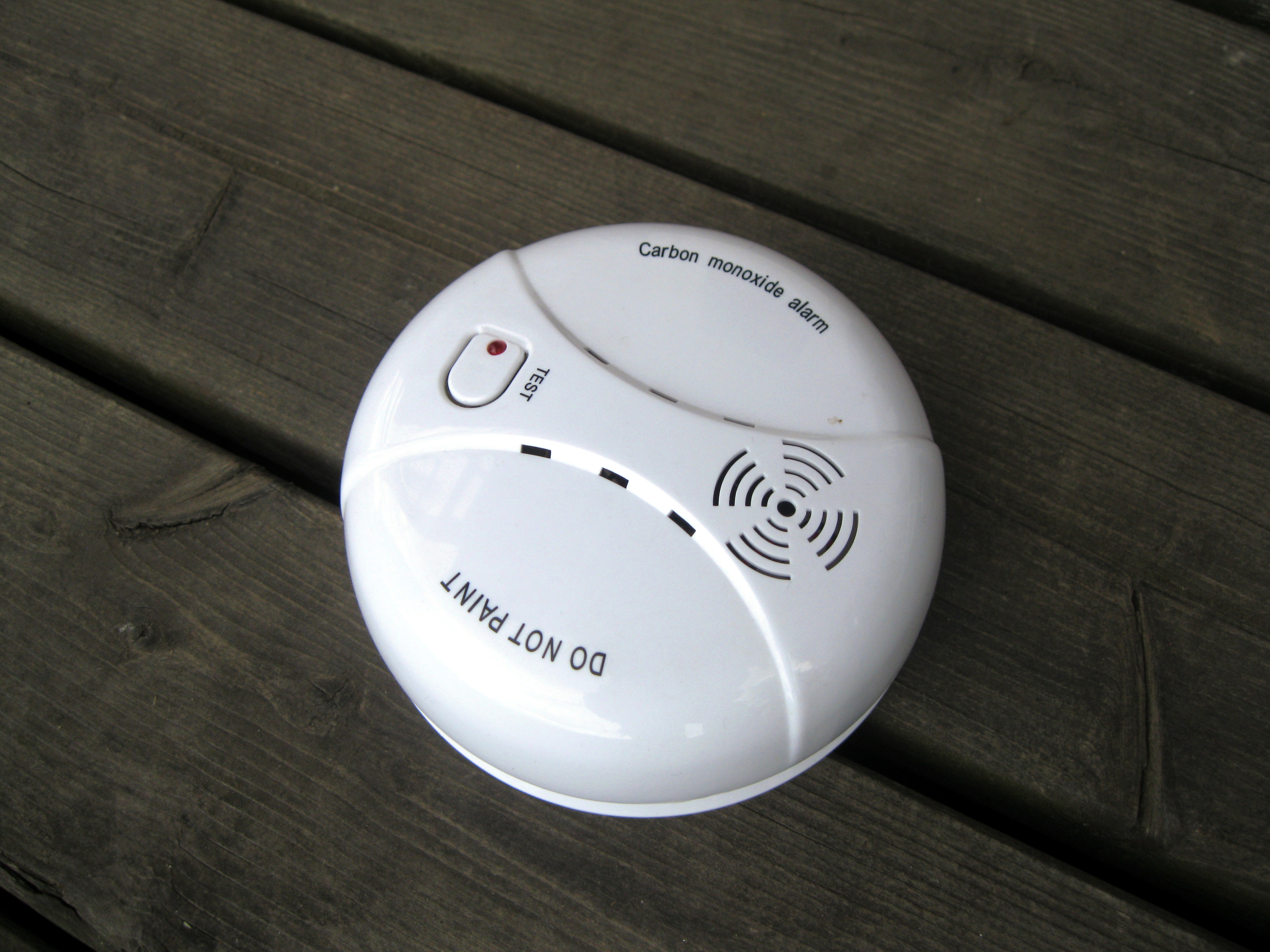
一氧化碳警报器

一氧化碳检测器又名CO检测器，是一种检测一氧化碳 （CO）气体以防止一氧化碳中毒的设备。  
一氧化碳是一种无色无味的气体，是由于含碳物質的不完全燃烧而产生的。人類無法感知到這種氣體，因而一氧化碳也被称为“沉默杀手”。高濃度的一氧化碳會对人体造成危险，危險程度具体取决于一氧化碳存在量和人體暴露时间。 
一氧化碳检测器旨在檢測一氧化碳含量，并在环境中的一氧化碳濃度達到危險級別之前发出警报，从而为人们提供警告以对该区域进行通风或人員疏散。 
單純的一氧化碳检测器不能用作煙霧探測器 ，反之亦然，但現在有些商家出售组合式的烟雾/一氧化碳探测器。 